# نیستان (مجموعه تلویزیونی)
نیستان یک مجموعه تلویزیونی محصول سال ۱۳۷۹–۱۳۸۰ به کارگردانی حسین مختاری، نویسندگی علی مینایی می‌باشد که از پاییز ۱۳۸۱ شبکه ۳ پخش شد. این مجموعه در ۲۶ قسمت تهیه شد. کار تصویربرداری آن از ۱۲ بهمن ۱۳۷۹ آغاز شده بود و در ۱۲ مرداد ۱۳۸۰ به پایان رسید.

## خلاصه داستان
داستان نیستان در مورد دکتر آرا، پزشک متخصص ژنتیک است که زوج‌های نازای بسیاری را معالجه نموده‌است. روزی جوان عاصی و معتادی وارد محل کار دکتر شده و تصمیم به انتقام از دکتر به خاطر تولد ناخواسته‌اش می‌گیرد، این مسئله باعث می‌شود تا دکتر …

## بازیگران
- فرامرز قریبیان
- فلامک جنیدی
- شبنم طلوعی
- سروش خلیلی
- مهرانه مهین‌ترابی
- زهره فکورصبور
- محمد ابهری
- محسن قاضی‌مرادی
- مهتاج نجومی
- سیامک اشعریون
- ساعد هدایتی
- لادن طباطبایی
- کیوان محمودنژاد
- مهدی امینی خواه
- کاظم هژیرآزاد
- نیکو خردمند
- بهار نوحیان
- رضا کشاورزی
- جمشید شاه‌محمدی
- حمیده خیرآبادی

## عوامل تولید
- فیلمنامه داستان: علی ضیایی
- مدیر تصویربرداری: مهدی شکیبا
- طراح نور: فریبرز سیگارودی
- طراح چهره‌پردازی: بیژن محتشم
- طراح صحنه و لباس: محسن نوروزی
- صدابرداران همزمان رضا کشاورز - محسن منوچهری
- تدوین: میترا کارآگاه، موسیقی: علی کهن دیر
- روابط عمومی: فرامرز روشنایی